# Arnold (Missouri)
Pour les articles homonymes, voir Arnold.
Arnold est une ville du Missouri, dans le Comté de Jefferson aux 
États-Unis.
La ville est située au confluent des rivières Meramec et Mississippi.